# Veintiuno de Marzo, Tapachula
Veintiuno de Marzo är en ort i Mexiko.   Den ligger i kommunen Tapachula och delstaten Chiapas, i den sydöstra delen av landet, 900 km sydost om huvudstaden Mexico City. Veintiuno de Marzo ligger 363 meter över havet och antalet invånare är 475.
Terrängen runt Veintiuno de Marzo är kuperad norrut, men söderut är den platt. Runt Veintiuno de Marzo är det tätbefolkat, med 397 invånare per kvadratkilometer. Närmaste större samhälle är Tapachula, 6,7 km söder om Veintiuno de Marzo. I omgivningarna runt Veintiuno de Marzo växer huvudsakligen savannskog.